# NGC 3365
NGC 3365 ist eine Spiralgalaxie vom Hubble-Typ Sd im Sternbild Sextant. Sie ist schätzungsweise 38 Millionen Lichtjahre von der Milchstraße entfernt.
Das Objekt wurde am 13. April 1828 von John Herschel entdeckt.